# Morgan Russell
Morgan Russell (New York, 25 gennaio 1886 – Broomall, 29 maggio 1953) è stato un pittore statunitense.
Visse a Parigi dal 1909 al 1946. Insieme a Stanton Macdonald-Wright fondò la corrente artistica detta Sincromismo (1913).